# Hermafroditismo verdadero
El hermafroditismo verdadero, también conocido como intersexualidad gonadal verdadera, es un término médico para un trastorno del desarrollo sexual en el cual el individuo presenta una condición intersexual en la que nace con tejido ovárico y testicular, produciendo una discrepancia entre sus genitales y su sexo.
Esto sucede debido a que un individuo posee genes que codifican tanto para la formación de los órganos sexuales masculinos como femeninos. Sin embargo, los órganos formados no tienen una funcionalidad óptima. La afección se limita al aparato reproductor, por lo cual los pacientes presentan un buen pronóstico de vida.
Puede haber un ovario debajo de un testículo o de los dos, pero más comúnmente una o ambas gónadas es un ovotestis que contiene ambos tipos de tejido.
Se evidencian subdivisiones del hermafroditismo verdadero de acuerdo a la ubicación del tejido gonadal, entre las cuales tenemos: la forma lateral (un ovario en un lado y un testículo en el otro), la forma unilateral (ovotestis en un lado y un testículo u ovario en el otro)  y la forma bilateral (en la cual los dos lados muestran tejido ovárico y testicular u ovotestis).
Aunque es similar en algunos aspectos a la disgenesia gonadal mixta, las condiciones pueden ser distinguidas histológicamente.

## Etimología
El término deriva del latín hermaphroditus, que deriva del griego antiguo Hermaphroditos (Ἑρμαφρόδιτος), hijo de Hermes y Afrodita en la mitología griega. Según Ovidio, se fusionó con la ninfa Salmacis resultando en una persona que posee características físicas de ambos sexos de acuerdo con el anterior Diodoro de Sicilia, nació con un cuerpo físico que combina ambos sexos.  La palabra hermafrodita entró en el léxico inglés a finales del siglo XIV.

## Embriología
El desarrollo del aparato genital del embrión humano es un fenómeno complejo, dinámico y secuencial, que requiere de varias etapas, y cualquier interrupción durante este proceso puede resultar en alguna anormalidad.
La determinación del sexo cromosómico comienza en el útero durante la fecundación, cuando el óvulo y el espermatozoide se fusionan y forman un nuevo ser 46 XX o 46 XY, con la contribución cromosómica de cada progenitor, uno de la madre “X” y otro del padre ya sea “X” o “Y”. Los cromosomas contienen los genes que poseen la información necesaria para el desarrollo del embrión.
En las primeras semanas de gestación, los genitales internos y externos del embrión son idénticos, por lo cual es imposible determinar su sexo. Pero alrededor de la sexta semana, empieza el proceso de diferenciación de las gónadas, que al cabo de un tiempo después, dará como resultado la formación del ovario o testículo.
Para que la gónada se convierta en testículo requiere del gen “SRY” que se encuentra en el cromosoma Y. Los testículos producen testosterona, una hormona que contribuye a la formación del aparato reproductor masculino, desarrollando el epidídimo, vasos deferentes y  vesículas seminales a partir de los conductos de Wolff.
La ausencia del gen SRY provoca que la gónada se diferencie en ovario y, además, ayuda en la formación del útero y las trompas de Falopio a partir del conducto de Müller.
El desarrollo de los genitales externos se produce alrededor de la 7.ª y 14.ª semana de gestación. En el varón, debido a la presencia de andrógenos como la testosterona, comienza la virilización, donde el pliegue urogenital y labioescrotal se unen para formar el escroto y pene. También los testículos descienden.
En la mujer, cuando no hay testosterona, el pliegue urogenital y labioescrotal se diferencian en los labios mayores y menores de la vulva, pues no ocurre la fusión de los mismos. El seno urogenital forma la uretra y la vagina.
Cualquier alteración que ocurra durante este proceso de desarrollo del aparato genital va a producir consecuencias que resultarán en anomalías de la diferenciación sexual.  

## Causas
Esta condición es muy rara. Existen múltiples causas asociadas a la ambigüedad genital:

### En el niño
- La disgenesia testicular puede estar asociada a una anomalía cromosómica.[2]
- Disminución parcial o total de los andrógenos debido a defectos enzimáticos, heredados como rasgo autosómico recesivo. Entre ellos asociados al déficit de cortisol y a la biosíntesis de testosterona.[9]
- Ausencia del factor antimulleriano.[2]
- Falta de respuesta testicular a la hormona luteinizante y a la gonadotrofina coriónica humana.[9]
- Defecto de los receptores para andrógenos puede causar insensibilidad parcial o total.[2]

### En la niña
- Hiperplasia suprarrenal congénita, trasmitida como un rasgo autosómico recesivo, cuyo efecto es un déficit en la síntesis de cortisol y una excesiva producción de andrógenos, entre ellos testosterona. La causa más frecuente de este trastorno, es la deficiencia de 21 hidroxilasa.
- El consumo de andrógenos durante el embarazo.
- Tumores ováricos que estimulan la producción de hormonas masculinas.[2]
- Ausencia de la aromatasa en el feto, cuya función es la de convertir las hormonas masculinas en femeninas.

### En ambos
- Puede ser causada por la división de un óvulo, seguido por la fertilización de cada óvulo haploide y la fusión temprana en el desarrollo de los dos cigotos.
- Alternativamente, un óvulo puede ser fecundado por dos espermatozoides seguido de un rescate trisómico en una o más células hijas.
- Dos óvulos fecundados por dos espermatozoides, ocasionalmente pueden fusionarse para formar una quimera tetragamética. Si un cigoto macho y uno hembra se fusionan, puede dar lugar a un individuo hermafrodita.
- Puede estar asociado con la mutación en el gen SRY.[10]

## Manifestaciones clínicas
Una anomalía durante la diferenciación sexual del embrión humano, puede conllevar a que una persona padezca de hermafroditismo verdadero.  
Los genitales externos son a menudo ambiguos, el grado de ambigüedad depende principalmente de la cantidad de testosterona producida por el tejido testicular entre las semanas 8 y 16 de gestación.
En las niñas (46 XX) recién nacidas con hermafroditismo verdadero, se evidencia lo siguiente: 
- Clitoromegalia. Es una hipertrofia del clítoris, no debe confundirse con el agrandamiento del clítoris debido a una excitación que llena los cuerpos esponjosos; es más bien como un pene pequeño.[11]
- Hipospadia. La uretra puede estar localizada a lo largo, por encima o por debajo de la superficie del clítoris.
- Hipertrofia de los labios, de tal modo que llegan a unirse dando la apariencia de un escroto.
- Se puede pensar que la niña es del sexo masculino y presenta criptorquidia, es decir, los testículos no han descendido aún al escroto.[11]

En los niños (46 XY) recién nacidos con hermafroditismo verdadero, se evidencia lo siguiente: 
- Micropene, es decir, que el tamaño del pene está por debajo de los 3 cm, razón por la cual se asemeja a un clítoris, ya que éste en el nacimiento suele ser un tanto agrandado.[11]
- Hipospadia, se refiere a que a abertura de la uretra puede estar localizada en cualquier lugar del pene o incluso por debajo, lo que hace pensar al médico que el recién nacido es de sexo femenino.[11]
- Por déficit de testosterona el escroto no llega a desarrollarse en su totalidad, lo que ocasiona que se quede separado en la línea media, asemejándose a unos labios del aparato reproductor femenino.[11]
- Criptorquidia: por lo general en estos casos de ambigüedad de los órganos reproductores masculinos es muy frecuente que los testículos no estén en el escroto; es decir, que no hayan descendido.[11]

## Prevalencia en humanos
No hay casos documentados en los que funcionen simultáneamente ambos tipos de tejido gonadal. Los cariotipos encontrados son 47XXY, 46XX / 46XY o 46XX / 47XXY, y diversos grados de mosaicismo (con un caso interesante de un predominante mosaico XY (96%) que dio a luz).
Si bien la fecundidad es posible en hermafroditas verdaderos (a partir de 2010 se han registrado al menos 11 casos reportados de fertilidad en seres humanos hermafroditas verdaderos en la literatura científica), no se cuenta aún con un caso documentado donde ambos tejidos gonadales funcionen, contrariamente a los rumores de hermafroditas que puedan fecundarse a ellos mismos.[cita requerida]

## Diagnóstico
El diagnóstico de pacientes con hermafroditismo verdadero tiene tendencia a pasar inadvertido en algunos casos, pese a los métodos sofisticados con los que cuentan las áreas hospitalarias, por ello el análisis físico minucioso es de suma importancia. Sin embargo, solo es posible confirmar el diagnóstico por medio de un examen histológico de tejido ovárico y testicular. También son necesarias otras pruebas como: 
- Pruebas hormonales, para determinar niveles de hormonas anormales en el cuerpo.
- Pruebas moleculares, para comprobar sí hay mutaciones en un gen que pueden producir enfermedades, en este caso para observar la presencia o ausencia del gen SRY.
- Análisis cromosómicos, para determinar anormalidades de los cromosomas que pueden producir problemas genéticos.
- Ecografías o resonancias magnéticas, permite comprobar la existencia de órganos sexuales internos.
- Endoscopia genital, para observar cavidades o conductos internos. Por medio de este examen se puede comprobar el estado de los genitales internos.

## Tratamiento
El bebé recién nacido con hermafroditismo verdadero requiere de un tratamiento complejo, que incluye el trabajo de un grupo de especialistas médicos que tengan los conocimientos necesarios sobre este trastorno, pues ellos tienen la responsabilidad de informar y guiar a los padres sobre las consecuencias que conllevan los bebés con hermafroditismo, para que así puedan tomar la mejor decisión sobre el futuro sexual de su hijo.
El tratamiento incorpora una serie de terapias para corregir defectos tanto internos como externos y a nivel emocional, como: la terapia de sustitución hormonal para restablecer la función secretora de las gónadas y normalizar los niveles hormonales perteneciente a cada sexo. Además, es necesario realizar una intervención quirúrgica para remover y reconstruir los órganos, de acuerdo a los resultados de los exámenes médicos realizados y asignar el sexo correspondiente.
En el pasado, la asignación de sexo del neonato que presentaba ambigüedad genital tenía que realizarse de inmediato, ya que como se regían solo por los órganos externos, y no por la funcionalidad del aparato o al sexo de los cromosomas, resultaba o se consideraba más fácil reconstruir los genitales femeninos sobre los masculinos y así se les asignaba el sexo femenino a los bebés nacidos con esta condición de hermafroditismo.
En los últimos tiempos y después de tantas controversias y avances en la ciencia médica, la opinión y criterios sobre este trastorno ha cambiado tanto en profesionales de la salud como en las personas en general, por lo cual se ha llegado a la conclusión de que, pese a que una reconstrucción femenina es más fácil que una masculina no siempre es lo mejor, ya que el sexo depende también de factores cromosómicos, hormonales y psicológicos.
En la actualidad se retrasa la cirugía reconstructiva hasta una edad adulta en la que el paciente sea consciente y partícipe en la elección de su sexo. Por lo cual una terapia psicológica es necesaria, tanto para el paciente como para los familiares en este trastorno, pues los padres son quienes deben enseñar a su hijo a afrontar el tema y a guiarlo durante su camino, sin miedos ni limitaciones.

## Pseudohermafroditismo
La enfermedad Deficiencia de 5α-reductasa 2, que se manifiesta exlusivamente en varones, causa pseudohermafroditismo, y no hermafroditismo, como a veces, erróneamente, se cree.